# هفتمین دالایی لاما
کلزانگ جیاتسو (انگلیسی: Kelzang Gyatso؛ زاده ۱۷۰۸ - درگذشته ۱۷۵۷) هفتمین دالایی لاما بود.
وی از سال ۱۷۲۰ تا ۱۷۵۷ به‌عنوان دالایی لاما رهبر بوداییان تبت شناخته می‌شده‌است.